# Pefnos
Pefnos (en grec antic Πέφνος), o també Pefnon (Πεφνόν) era una antiga ciutat de Lacònia a la costa est del golf de Messènia a 20 estadis de Talames.
Davant de la ciutat hi havia una petita illa també anomenada Pefnos, que Pausànias descriu com una gran roca, on hi havia unes estàtues de bronze dels Dioscurs a l'aire lliure, d'un peu d'alçada. Segons una tradició, que va recollir Alcman, els Dioscurs havien nascut en aquell illot. Pausànias afegeix que fins i tot quan el mar pujava a l'hivern, no s'emportava les estàtues, tot i la seva petitesa. L'illa es trobava a la desembocadura del riu Milea. A l'illa hi havia dues tombes molt antigues que s'anomenaven dels Dioscurs. Els messenis reivindicaven que l'antic territori de Messènia s'estenia fins a Pefnos.